# Дихтярь, Адольф Борисович
Адо́льф Бори́сович Дихтя́рь (11 ноября 1933, Наро-Фоминск — 26 февраля 2008) — русский советский поэт, прозаик, журналист.
Член Союза писателей СССР.

## Биография
Родился в г. Наро-Фоминске Московской области в семье военнослужащего. В 1958 году окончил филологический факультет Саратовского государственного университета им. Н. Г. Чернышевского.
С 1959 года работал корреспондентом Саратовской областной газеты «Заря молодёжи».
В 1961 году по направлению ЦК ВЛКСМ вместе с женой (журналисткой А. Б. Дихтярь) отправился на целину в г. Акмолинск (Целиноград) Казахской ССР для создания краевой газеты «Молодой целинник», где они проработали до выхода последнего номера газеты 31 декабря 1965 года. Награждён медалью «За освоение целинных земель».
Темы освоения целинных земель, жизни и подвигов молодых энтузиастов стали основой его журналистского, поэтического, литературного творчества.
В 1965 году был принят в Союз писателей СССР.
С 1966 по 1968 гг. — обозреватель радиостанции «Юность», последующие четыре года (до 1972) − зав отделом, зам. главного редактора журнала «Кругозор», а с 1975 по 1978 гг. — зав.отделом Главной редакции массовых звуковых изданий («Кругозор», «Колобок»).
1984—1988 гг. — зам. главного редактора научно-популярного журнала АН СССР «Энергия».
С 1988 года — на творческой работе. Автор многих публикаций в книжных сборниках, газетах, журналах. Автор книг: «Вся земля на ладони», «Истина», «Жизнь — прекрасное мгновенье», «Венедикт Ворожцов», «Степь любит мужество», «Прежде, чем прозвучало: „Поехали!“», «Рагузовская сопка» и др. Последняя книга «Чеченский дневник. Стихи о войне, которой не было» увидела свет уже после смерти поэта. Песни на стихи поэта исполняли Эдуард Хиль («Мы машины провожаем»), Николай Кондратюк («Днепряночка») и другие.
Награждён медалью[уточнить].
Из жизни ушёл 26 февраля 2008 года после продолжительной болезни. Похоронен на Ваганьковском кладбище.

## Семья
Жена — Адель Борисовна Дихтярь, писательница и журналистка.

## Сочинения

### Поэзия
- Истина: Стихи. М., 1965
- Чеченский дневник. Стихи о войне, которой не было. — М.: Хороший старт, 2008.

### Проза
- Там, где течет Терсакан: Очерки. Саратов, 1964
- Вся земля на ладони: Документальные новеллы. Алма-Ата, 1965
- Присягают раз и навсегда. М., 1970 (Люди и нравы)
- Венедикт Ворожцов. М., 1972 (Когда им было двадцать)
- Жизнь — прекрасное мгновение: Документальная композиция. М., 1974[2]
- Рагузовская сопка: Повесть о целин. прорабе. М., 1983 (Наш день)
- Степь любит мужество. М., 1983 (Повести о делах и людях партии)
- Прежде чем прозвучало «Поехали»! М., 1987[2]